# Huttonite
La huttonite (simbolo IMA: Ht) è un raro minerale del supergruppo della monazite; appartiene alla famiglia dei "silicati" e possiede composizione chimica Th(SiO4).
Strutturalmente l'huttonite appartiene ai nesosilicati ed è dimorfa della thorite.

## Etimologia e storia
L'huttonite prende il suo nome nel 1951 a opera di Adolph Pabst in onore di Colin Osborne Hutton (1910 - 1971), geologo del New Zealand Geological Survey, professore di mineralogia all'Università di Otago e in seguito professore di mineralogia alla Università di Stanford. La ricerca di Hutton, insieme a quella di Frank J. Turner, stabilì le basi per la classificazione degli scisti.

## Classificazione
La classica nona edizione della sistematica dei minerali di Strunz, aggiornata dall'Associazione Mineralogica Internazionale (IMA) fino al 2009, elenca l'huttonite nella classe "9. Silicati (germanati)" e nella sottoclasse "9.A Nesosilicati"; questa viene più finemente suddivisa in base alla presenza di anioni e alla coordinazione dei cationi, in modo tale da trovare l'huttonite nella sezione "9.AD Nesosilicati senza anioni aggiuntivi; cationi in coordinazione [6] e/o maggiore" dove forma il sistema nº 9.AD.35 insieme alla tombarthite-(Y).
Tale classificazione viene mantenuta invariata anche nell'edizione successiva, proseguita dal database "mindat.org" e chiamata Classificazione Strunz-mindat.
Nella Sistematica dei lapis (Lapis-Systematik) di Stefan Weiß l'huttonite si trova nella classe dei "silicati" e nella sottoclasse dei "nesosilicati con gruppi [SiO4]4-"; qui si trova nella sezione dei minerali con "cationi in coordinazione cubica e ottaedrica [8+6]" dove forma il sistema nº VIII/A.11 insieme alla tombarthite-(Y).
Anche la classificazione dei minerali secondo Dana, usata principalmente nel mondo anglosassone, elenca l'huttonite nella famiglia dei "silicati"; qui si trova nella classe dei "nesosilicati" e nella sottoclasse dei "nesosilicati: gruppi SiO4 solo con cationi in coordinazione >[6]" dove forma il "gruppo dell'huttonite" con il numero di sistema 51.05.03 sempre insieme alla tombarthite-(Y).

## Abito cristallino
L'huttonite cristallizza nel sistema monoclino nel gruppo spaziale P21/n con le costanti di reticolo a = 6,80(3) Å, b = 6,96(3) Å, c = 6,54(3) Å e β = 104.92(16)°, oltre ad avere 4 unità di formula per cella unitaria.

## Origine e giacitura
Le condizioni esatte di formazione dell'huttonite non sono ancora chiare, poiché finora è stata filtrata solo da varie sabbie costiere. Nella sua località tipo "Gillespie's Beach", il minerale si è verificato in paragenesi con oro nativo, ilmenite, cassiterite contenente titanio, scheelite e uranothorite.
L'huttonite è rara ed è stata trovata in diversi siti sparsi per il mondo, ma in quantità esigue. Qui si ricorda solo la già citata località tipo, "Gillespie's Beach" (43.40803°S 169.82876°E) nel distretto di Westland (West Coast, Nuova Zelanda).

## Forma in cui si presenta in natura
L'huttonite si presenta in grani di dimensioni fino a 0,2 mm.
Il minerale è da trasparente a traslucido, con lucentezza adamantina; il colore può essere assente (incolore), ma anche crema molto chiaro o verdastro chiaro, mentre il colore dello striscio è bianco.

## Proprietà
L'huttonite è classificata come minerale molto radioattivo a causa del suo contenuto di torio fino al 71,59% e ha un'attività specifica di circa 32,072 kBq/g (per confronto, il potassio naturale possiede un'attività specifica dello 0,0312 kBq/g).
Sotto la luce ultravioletta con una lunghezza d'onda corta, alcune huttoniti mostrano una fluorescenza colorata da bianca a rosa tenue; e debolmente solubile in acido solforico (H2SO4).